# لورد هورن (فرقة موسيقية)
لورد هورون هي فرقة إندي أمريكية مقرها في لوس أنجلوس. صدر أول ألبوم للفرقة بعنوان أحلام طويلة في عام 2012  في الولايات المتحدة وفي المملكة المتحدة وايرلندا في كانون الثاني / يناير 2013. اسم الفرقة جاء من بحيرة هورون  وهي البحيرة التي كان يزورها مؤسس الفرقة أثناء نشأته، حيث كان يقضي أمسياته  في عزف الموسيقى. صدرألبوم الفرقة الثالث فيدا نوار في 20 أبريل 2018.

## أعضاء الفرقة

### الحالي
- بن شنايدر – لاعب الإيتار، مغني، لاعب هارمونيكا
- مارك باري – لاعب الطبول،  مغني
- ميغيل – لاعب الباس، لاعب البيانو
- توم رينو – لاعب الإيتار، مغني

### أثناء الجولات
- براندون والترز – لاعب الإيتار، مغني[8]
- آن ويليامسون – لاعب البيانو، مغني[9][10]

### أعضاء سابقون
- بيتر Mowry –لاعب الإيتار
- بريت فاركاس –لاعب الإيتار، مغني
- كارل كيرفوت –لاعب الإيتار، مغني

## في الثقافة الشعبية
ظهرت أغنية «أقاصي الأرض»  عدة مرات في مسلسلات تلفزيونية. فظهرت خلال مشهد النهاية في مسلسل Shameless في الموسم 3 الحلقة 12 وأيضا في الموسم 2 الحلقة 6 من مسلسل رجل يبحث عن امرأة المعروض علي شبكة FXX. ظهرت الأغنية أيضا في بعض الأفلام مثل الحب اللانهائي (2014) و المشي مع الديناصورات (2014) ، وكذلك في خاتمة المسلسل التلفزيوني المجتمع. و خاتمة المسلسل لونغماير المعروض علي شبكة نيتفليكس وأيضا عرضت خلال نهاية  فيلم الطريق الصعب.
أغنية «الليلة التي إلتقينا بها» ظهرت في الموسم 4 الحلقة 5 في مسلسل العلاقة على شوتايم. و في الموسم 2 الحلقة 22  من مسلسل «الأصليون» والموسم 1 الحلقة 18 من مسلسل البرق. إشتهرت الأغنية بعدما عرضت في مسلسل ثلاثة عشر سببا (مسلسل) أثناء مشهد الرقص بين كلاي جنسن وهانا بيكر. وبعد عرض المسلسل دخلت الأغنية قوائم أعلي الأغاني تشغيلا في نيسان / أبريل عام 2017.

## روابط خارجية
- لورد هورن على موقع ميوزك برينز (الإنجليزية)
- لورد هورن على موقع رولينغ ستون (الإنجليزية)
- لورد هورن على موقع أول ميوزيك (الإنجليزية)
- لورد هورن على موقع ديسكوغز (الإنجليزية)